# Ectropothecium tutuilum
Ectropothecium tutuilum är en bladmossart som beskrevs av Mitten 1868. Ectropothecium tutuilum ingår i släktet Ectropothecium och familjen Hypnaceae. Inga underarter finns listade i Catalogue of Life.